# Just One Last Dance
 (janvier 2023).
Singles de Sarah Connor
Music is the Key
(2003) Living to Love You
(2004)
Just One Last Dance est le deuxième single faisant la promotion du troisième album studio Key to My Soul de la chanteuse allemande Sarah Connor. Les auteurs de la chanson, et en même temps les principaux producteurs, sont Kay Denar et Rob Tyger.

## Description
La composition a été enregistrée en duo avec le leader du boys band Natural, Marc Terenzi. La chanson est sortie en tant que deuxième single de l'album, environ six mois après le premier single (Music Is the Key), en raison de la grossesse de Connor.
Le single fait ses débuts au no 1 du classement des singles allemands, devenant le troisième single de Connor à atteindre cette position. En Autriche et en Suisse, la chanson fait ses débuts à la 15e place des charts officiels de ces pays,. Les meilleures positions qu'il a obtenues sur ces charts sont 5e en Autriche et 8e en Suisse. En juin, la composition fait ses débuts sur le classement officiel des singles en Russie, à la 19e position. Il culmine à la 15e place lors de sa deuxième semaine et a complètement chuté des charts lors de sa quatrième semaine. De bonnes ventes dans les pays européens lui ont permis d'atteindre la 13e place du Hot Top100 européen et la 29e place du Top 100 mondial officiel.
Grâce à des positions élevées en Allemagne, en Suisse et en Autriche, le single a pris des positions dans le Top 100 résumant l'année 2004 dans ces pays.

## Liste des pistes
CD maxi single (édition allemande)
1. Just One Last Dance (version radio) - 4:01
2. Just One Last Dance (version radio universitaire) - 4:02
3. Just One Last Dance (Kayrob Dance RMX) - 3:53
4. Just One Last Dance (version vidéo) - 4:28
5. Just One Last Dance - 5:00
6. Just One Last Dance (vidéo)

Limited 3" Pockit Single (édition allemande)
1. Just One Last Dance (version radio) - 4:01
2. Just One Last Dance (version radio universitaire) - 4:02

Single 2 titres (édition européenne)
1. Just One Last Dance (version radio) - 4:01
2. Just One Last Dance (version radio universitaire) - 4:02

CDR 3 titres bonus (édition allemande)
1. Just One Last Dance (version radio) - 4:01
2. Just One Last Dance (version radio universitaire) - 4:02
3. Just One Last Dance (Kayrob Dance RMX) - 3:53

## Classements
| Classement (2004-2005)                  | Meilleure position |
| --------------------------------------- | ------------------ |
| Allemagne (Media Control AG)            | 1                  |
| Autriche (Ö3 Austria Top 40)            | 1                  |
| Belgique (Flandre Ultratop 50 Singles)  | 1                  |
| Belgique (Wallonie Ultratop 50 Singles) | 1                  |
| Danemark (Tracklisten)                  | 1                  |
| Espagne (PROMUSICAE)                    | 1                  |
| Finlande (Suomen virallinen lista)      | 2                  |
| France (SNEP)                           | 1                  |
| Italie (FIMI)                           | 17                 |
| Norvège (VG-lista)                      | 1                  |
| Pays-Bas (Nederlandse Top 40)           | 1                  |
| Suède (Sverigetopplistan)               | 3                  |
| Suisse (Schweizer Hitparade)            | 1                  |
| États-Unis (Pop Airplay)                | 14                 |

## Clip musical
Le clip de la chanson a été réalisé par Olivier Summer et tourné en août 2003. Le clip montre Sarah Connor en tant que jeune lycéenne aux prises avec des problèmes amoureux. L'action se déroule dans différents types d'espaces ; La maison, l'école ou le terrain de l'école de Connor où se règle le rugby entre l'équipe du frère de Sarah et l'équipe d'un ami de l'école (Marc Tereznzi) amoureux de Connor. Pendant le bal de l'école, Sarah commence à danser avec son prétendant, le nombre de personnes dans la salle commence à diminuer, et quand ils sont complètement partis, ils plongent tous les deux dans un profond et tendre baiser.